# Der rechtmäßige Erbe
Der rechtmäßige Erbe (Originaltitel: Rightful Heir) ist die 23. Folge der sechsten Staffel der US-amerikanischen Science-Fiction-Fernsehserie Raumschiff Enterprise – Das nächste Jahrhundert. Sie wurde in den Vereinigten Staaten über Syndication vermarktet und erstmals am 17. Mai 1993 auf verschiedenen Fernsehsendern ausgestrahlt. In Deutschland war sie zum ersten Mal am 17. Juni 1994 in einer synchronisierten Fassung auf Sat.1 zu sehen.

## Handlung
Im Jahr 2369 bei Sternzeit 46852.2 findet auf der Enterprise ein Schichtwechsel statt und die Führungsoffiziere wundern sich, dass der Sicherheitschef, der Klingone Worf, seinen Dienst nicht antritt. Er wird schließlich in seinem Quartier gefunden, wo er völlig in ein religiöses Ritual vertieft ist. Er erklärt Captain Picard, dass er eine Leere in sich spürt. Vor ein paar Monaten war er auf einige junge Klingonen getroffen, denen ihre eigene Kultur bislang weitgehend unbekannt war. Er machte sie damals mit den traditionellen Geschichten der Klingonen vertraut, doch inzwischen hat er erkannt, dass sein eigener Glaube an sie nicht besonders stark ist. Er hat daher versucht, Kahless, den mythischen Begründer des klingonischen Reichs, in einer Vision herbeizurufen. Dies ist ihm aber nicht gelungen. Picard zeigt Verständnis für Worfs Situation, möchte aber auch, dass seine Pflichten als Offizier nicht unter seiner Glaubenskrise leiden. Er bewilligt ihm daher Urlaub und Worf fliegt zum Planeten Boreth, wo klingonische Mönche ein Kloster errichtet haben und die Rückkehr von Kahless erwarten.
Auf Boreth nimmt Worf an mehreren gemeinschaftlichen Meditationen teil. Bei einer dieser Gelegenheiten gibt ein junger Mann namens Divok an, Kahless sei ihm erschienen und rufe ihn zu sich. Der Hohepriester Koroth beglückwünscht ihn zu dieser Vision. Worf bleibt eine solche Erfahrung versagt und nach zehn Tagen will er wieder abreisen. Koroth überredet ihn zum Bleiben und erinnert ihn daran, dass die Mönche im Kloster bereits seit 1500 Jahren auf die Rückkehr von Kahless warten und zehn Tage dagegen eine äußerst kurze Zeit sind. Worf begibt sich allein zum Gebet und auf einmal erscheint ihm tatsächlich Kahless. Worf ist verwundert, denn Divok, der in seiner Nähe saß, sieht ihn auch und läuft weg. Worf berührt Kahless und ihm wird klar, dass dies keine Vision ist, sondern eine reale Person vor ihm steht. Von Divok benachrichtigt kommen die anderen Klingonen herbei und Kahless verkündet ihnen, er sei zurückgekehrt. Er erzählt, wie er einst sein Bat’leth geschmiedet hat. Für Koroth ist dies der Beweis, dass er tatsächlich Kahless ist, denn diese Geschichte wurde niemals niedergeschrieben, sondern nur mündlich unter den Hohepriestern weitergegeben. Kahless sagt, er sei zurückgekehrt, um die internen Kämpfe der Klingonen zu beenden und sein Volk wieder auf einen ruhmreichen Weg zu führen.
Worf ist skeptisch. Er möchte gern glauben, dass der echte Kahless zurückgekehrt ist, doch er hat weiter Zweifel und stellt immer wieder Fragen, denen Kahless aber irgendwann ausweicht und stattdessen Gehorsam einfordert. Worf entgegnet, dass ein Anführer, der Gehorsam verlangt, erst beweisen müsse, dass er es wert ist, ihm zu folgen. Kahless betrachtet das als Herausforderung und es kommt zum Kampf. Obwohl Kahless als der größte Krieger aller Zeiten gilt, scheint Worf ihm zu seiner Überraschung ebenbürtig, wenn nicht gar überlegen zu sein. Kahless bricht den Kampf vorzeitig ab und verkündet lachend, dass Klingonen nicht nur kämpfen sollten, um Blut zu vergießen, sondern auch, um ihren Geist zu bereichern. Etwas zögerlich lassen sich die Umstehenden von ihm dazu überreden, einen Gesang anzustimmen.
Die Enterprise fliegt nach Boreth, um Kahless, Koroth und dessen Assistenten Torin zur klingonischen Heimatwelt Qo’noS zu bringen. Schiffsärztin Beverly Crusher möchte Kahless gern untersuchen, um sicherzustellen, dass er wirklich der ist, der er behauptet zu sein. Picard lehnt das jedoch ab, da dies eine rein klingonische Angelegenheit sei. Während ihres Fluges wird die Enterprise vom Schiff des klingonischen Kanzlers Gowron abgefangen. Er sieht Kahless als Bedrohung seiner eigenen Machtposition und hält ihn für einen Betrüger. Er legt Picard ein heiliges Messer vor, auf dem sich Blutreste von Kahless befinden sollen. Er verlangt, dass es mit dem Blut des angeblich wiederauferstandenen Kahless verglichen wird. Entgegen dem Rat von Koroth und Torin stimmt Kahless zu. Dr. Crushers Untersuchung ergibt, dass beide Proben übereinstimmen.
Worf ist nach dieser Untersuchung restlos von Kahless’ Identität überzeugt und entschuldigt sich für seine früheren Zweifel. Er lädt ihn zu einem Warnog-Bier ein, dessen Geschmack die Nahrungsreplikatoren der Enterprise seiner Meinung nach aber nicht völlig originalgetreu nachahmen können. Kahless sieht das nicht so eng, denn er hat viele Dinge vergessen, darunter auch den Geschmack von echtem Warnog. Auch Worfs Fragen zum Leben nach dem Tod kann er nicht beantworten, denn in körperlicher Form habe er nur Erinnerungen an das diesseitige Leben.
Gowron ist weiterhin misstrauisch und wittert eine Verschwörung des Klerus gegen ihn. Kahless erzählt ihm eine Geschichte, wie er einst einen Mann traf, der vor die Tore einer Stadt ging und sich einem aufkommenden Sturm entgegenstellte, weil er von diesem respektiert werden wollte. Der Mann starb, denn der Wind respektiert keine Dummköpfe. Kahless warnt Gowron, er solle sich besser auch nicht gegen den Wind stellen. Unbeeindruckt von dieser Drohung will Gowron weitere Einzelheiten der Geschichte erfahren und fragt nach dem Namen des Mannes, nach seiner Kleidung und seiner Größe. Kahless kann sich aber an keine Details erinnern. Gowron fordert ihn zum Kampf heraus. Erneut erweist sich Kahless nicht als überragender Kämpfer. Gowron besiegt ihn mit Leichtigkeit, verschont aber sein Leben.
Durch diesen Vorfall verliert auch Worf wieder seinen Glauben und verlangt Antworten von Koroth. Auch Kahless selbst scheint verwundert. Koroth muss schließlich eingestehen, dass die Priester auf Boreth genetisches Material des echten Kahless verwendet haben, um einen Klon zu erzeugen, dem anschließend alle religiösen Überlieferungen der Klingonen einprogrammiert wurden. Worf teilt Gowron diese Erkenntnis mit, betont aber, dass die Klingonen so oder so etwas benötigen, hinter dem sie sich vereinigen können. Es wird schließlich entschieden, dass die gesamte Wahrheit hinter Kahless’ vermeintlicher Wiederkehr öffentlich gemacht wird. Er erhält den weitgehend bedeutungslosen Titel eines Imperators und soll zukünftig als rein moralische und religiöse Führungsfigur dienen. Die gesamte politische Macht soll weiterhin bei Gowron und dem Hohen Rat liegen.

## Verbindungen zu anderen Star-Trek-Produktionen
In Der rechtmäßige Erbe wird auf mehrere frühere Star-Trek-Folgen Bezug genommen:
- Kahless wurde in der Folge Seit es Menschen gibt der Originalserie Raumschiff Enterprise aus dem Jahr 1969 eingeführt. Dort wurde er von Robert Herron gespielt. Er wurde danach in zahlreichen Folgen fast aller Star-Trek-Serien erwähnt und hat in Der rechtmäßige Erbe erstmals wieder einen Auftritt.
- Dr. Crusher spekuliert, dass Kahless eine sich vereinigende Lebensform sein könnte. Eine solche war in Folge 6.13 (Aquiel) von Raumschiff Enterprise – Das nächste Jahrhundert aus dem Jahr 1993 zu sehen.
- Worf erwähnt die Ereignisse aus der Doppelfolge 6.16/17 (Der Moment der Erkenntnis) von Raumschiff Enterprise – Das nächste Jahrhundert aus dem Jahr 1993.

Einige Elemente aus dieser Folge wurden in späteren Star-Trek-Produktionen wieder aufgegriffen:
- In Folge 4.09 (Das Schwert des Kahless) von Star Trek: Deep Space Nine aus dem Jahr 1995 wird auf die Ereignisse aus Der rechtmäßige Erbe Bezug genommen.
- Der klingonische Planet Boreth ist hier erstmals zu sehen. Er spielt in mehreren Folgen von Star Trek: Discovery und Star Trek: Strange New Worlds sowie für die Hintergrundgeschichte von Captain Christopher Pike eine wichtige Rolle.

## Produktion

### Drehbuch
James E. Brooks’ ursprüngliche Geschichte drehte sich hauptsächlich um eine Intrige der klingonischen Geistlichen. Ronald D. Moore erweiterte sie jedoch stark und legte den Fokus mehr auf Glaube und Spiritualität. Moore war es auch, der Kahless in die Geschichte einbaute. Er sah darin eine Gelegenheit, die Figur neu zu definieren und das Bild, das in Seit es Menschen gibt von ihm gezeichnet wurde, zurechtzurücken. Für seine Neuinterpretation von Kahless nutzte Moore vor allem Aussagen, die in der Doppelfolge Der Moment der Erkenntnis über ihn getätigt worden waren.

### Darsteller
Die Hauptfiguren Geordi La Forge (LeVar Burton) und Deanna Troi (Marina Sirtis) haben in dieser Folge keinen Auftritt. Beide Figuren hätten ursprünglich vorkommen sollen, doch all ihre Dialoge wurden aus der finalen Drehbuchfassung gestrichen. Sirtis drehte auch eine Szene, die aber in der endgültigen Schnittfassung nicht verwendet wurde.
Robert O’Reilly hat hier seinen letzten von vier Auftritten als Gowron in der Serie Raumschiff Enterprise – Das nächste Jahrhundert. Er spielte die Figur danach aber noch in acht Folgen der Spin-off-Serie Star Trek: Deep Space Nine.
Alan Oppenheimer, Darsteller von Koroth, spielte auch Captain Keogh in Folge 2.26 (Der Plan des Dominion) von Star Trek: Deep Space Nine und den Nezu-Botschafter in Folge 3.19 (Die Asteroiden) von Star Trek: Raumschiff Voyager.
Charles Esten, Darsteller von Divok, spielte auch Dathan Alaris in Folge 3.06 (Das Erinnern) von Star Trek: Raumschiff Voyager.

## Rezeption
Keith DeCandido bewertete Der rechtmäßige Erbe 2012 auf tor.com als eine der besten Folgen von Raumschiff Enterprise – Das nächste Jahrhundert, der es sehr gut gelingt, das Thema Religion im Star-Trek-Franchise zu vertiefen. Daneben bietet die Folge eine spannende politische Intrige und eine Weiterentwicklung von Worf. DeCandido lobte auch die Schauspielleistung der Haupt- und Gastdarsteller.
James Whitbrook führte Der rechtmäßige Erbe 2017 auf gizmodo.com in einer Liste der 15 sonderbarsten Folgen von Raumschiff Enterprise – Das nächste Jahrhundert auf Platz 12.